# Нерайшо Касанвірйо
Нерайшо Касанвірйо (нід. Neraysho Kasanwirjo, нар. 18 лютого 2002, Амстердам, Нідерланди) — нідерландський футболіст суринамського походження, захисник клубу «Феєнорд» та молодіжної збірної Нідерландів. На умовах оренди грає за шотландський «Рейнджерс».

## Ігрова кар'єра

### Клубна
Нерайшо Касанвірйо є вихованцем футбольної академії клубу «Аякс», де він почав займатися з дев'ятирічного віку. З 2019 року футболіст потрапив до дубля «Аякса» «Йонг Аякс», де грав два сезони. 
У травні 2021 року Касанвірйо як вільний агент перейшов до клубу «Гронінген». Першу гру у новій команді захисник провів у 15 серпня.

### Збірна
У травні 2019 року Нерайшо Касанвірйо у складі юнацької збірної Нідерландів (U-17) став переможцем юнацької першості, яка проходила на полях Ірландії.

## Досягнення
«Феєнорд»
- Чемпіон Нідерландів (1): 2022-23
- Володар Суперкубка Нідерландів (1): 2024[4]

Збірні
- Чемпіон Європи (U-17): 2019